# Julia Kahle-Hausmann
Julia Kahle-Hausmann (* 27. Oktober 1971 in Höxter) ist eine deutsche Politikerin (SPD). Sie ist seit 2022 Abgeordnete im Landtag von Nordrhein-Westfalen.

## Leben
Julia Kahle wuchs in Brakel auf und studierte nach dem Abitur 1991 zunächst Technisches Gesundheitswesen, Fachrichtung Biotechnologie (FH), sowie später Wirtschaftswissenschaften mit dem Schwerpunkt Personal & Arbeitspsychologie. Zudem erwarb sie einen Master of Mediation. Sie ist in einer Bildungsstätte der Energiewirtschaft tätig.

## Partei und Politik
Julia Kahle-Hausmann engagiert sich kommunalpolitisch seit 2004. Im Rat der Stadt Essen amtiert sie als stellvertretende Vorsitzende ihrer Fraktion.
Bei der Landtagswahl in Nordrhein-Westfalen 2022 gewann sie das Direktmandat im Landtagswahlkreis Essen III und zog als Abgeordnete in den Landtag von Nordrhein-Westfalen ein.